# Йоос, Густааф
Густааф Йоос (нидерл. Gustaaf Joos; 5 июля 1923, Синт-Никлас, Восточная Фландрия, Бельгия — 2 ноября 2004, Ландскаутер, Восточная Фландрия, Бельгия) — бельгийский кардинал. Титулярный архиепископ Ипра с 7 по 21 октября 2003. Кардинал-дьякон с титулярной диаконией Сан-Пьер-Дамиани-ай-Монти-ди-Сан-Паоло с 21 октября 2003.